# Браян Міцода
Браян Міцода (Brian Mitsoda, також відомий як B. Mitsoda та b mitsoda) — американський дизайнер відеоігор і письменник, найвідомішою його роботою є відеогра 2004 року Vampire: The Masquerade – Bloodlines. Є засновником студії інді-ігор DoubleBear Productions.

## Біографія
Рання кар'єра і Black Isle Studios
Браян Міцода отримав ступінь бакалавра з англійської мови в Університеті штату Флорида в 1997 році, після чого переїхав до Лос-Анджелеса, щоб продовжити кар'єру письменника для телебачення та кіно. Погравши в Fallout, зрозумів, що кар'єра у розробці відеоігор цікавить його більше ніж на телебаченні. Він увійшов в ігрову індустрію як тестувальник якості в Interplay Entertainment у 1999 році.
Невдовзі його підвищили до дизайнера/письменника в Black Isle Studios, він взяв на себе роль провідного сценариста у TORN — рольової комп'ютерної відеогри, яка використовувала рушій LithTech розроблений Monolith і модифіковану версію ігрової механіки Fallout SPECIAL. Однак у липні 2001 року назва була скасована.
Troika і Obsidian
Приблизно в середині або наприкінці 2002 року Міцода приєднався до Troika Games, де він розробив і написав історію для Vampire: The Masquerade – Bloodlines, яка отримала дуже позитивний прийом за якість своїх персонажів, написання та озвучення (Міцода і сам озвучив декількох не вказаних у титрах персонажів).

Після розпаду Troika Міцода перейшов на роботу в Obsidian Entertainment, де він працював над скасованою рольовою грою під робочою назвою New Jersey, розширеннями для Neverwinter Nights 2 і був креативним директором на початку розробки Alpha Protocol. Існують деякі суперечки щодо ролі Міцоди у створенні Alpha Protocol: хоча йому приписують розробку системи діалогів проєкту (відомої в скороченні як «DSS»), персонажів (разом з дизайнером Енні Карлсон) і попереднього сценарію проєкту, він заявив, що всі його роботи були видалені з гри. Браян Міцода публічно заявив:
…добре чи погано, я не маю нічого спільного з Alpha Protocol в нинішньому її вигляді. Я працював над творчим напрямком, сюжетом та діалогами для попередніх ітерацій гри, але окрім розробленої мною діалогової системи, яку я створив (до анонсу Mass Effect) для попередньої версії гри, мої (та Енні Карлсон) оригінальні діалоги і сюжет не використовуються у фінальній версії гри. Будь-які персонажі, у створенні яких я брав участь, у фінальній версії мають лише зовнішню схожість із персонажами створеними мною.
DoubleBear Productions
Зараз Міцода живе і працює в Сіетлі. У червні 2009 року він відкрив інді-студію розробки відеоігор DoubleBear Productions. Їхнім першим проєктом була Dead State, покрокова рольова гра, дія якої відбувається під час зомбі-апокаліпсису, — у її розробці також брала участь інша інді-студія Iron Tower Studio. Міцода сказав, що метою гри було «серйозне дослідження національної кризи чи стихійного лиха» і що гра «розроблена навколо аспектів стресу та виживання під час світової кризи». Dead State було випущено 4 грудня 2014 року і супроводжувалося численними безкоштовними оновленнями, кульмінацією яких стало оновлення Reanimated 13 травня 2015 року, яке діяло як свого роду остаточне видання. Він працював сценаристом над другим проєктом DoubleBear, PANIC at Multiverse High!

## Інші роботи
У 2011 році Міцода випустив книгу «One Sentence Stories» (укр. «Історії одним реченням») — гумористичну книгу, в якій історії розповідаються лише одним реченням.
У березні 2013 року було оголошено, що він працюватиме з inXile Entertainment як сценарист Torment: Tides of Numenera.
З 2015 року Міцода працював з Hardsuit Labs над Vampire: The Masquerade – Bloodlines 2 провідним наративним дизайнером. У липні 2020 року він і креативний директор Кай Клуні були звільнені зі своїх посад спільним рішенням Hardsuit Labs і видавця гри Paradox Interactive, яке Міцода назвав раптовим, неочікуваним і розчаровуючим.